# Zelena (Once Upon a Time)
Zelena, también conocida como la Bruja Mala del Oeste, es un personaje ficticio en la serie de televisión de ABC, Érase una vez. Es interpretada por Rebecca Mader y fue primero introducida en la segunda mitad de la tercera temporada, siendo la nueva principal antagonista. Después de hacer apariciones recurrentes en la tercera y cuarta temporada, Mader se convirtió en regular para la quinta. El personaje está basado en el personaje de la saga de libros tiene cabello rubio y una esmeralda en su collar junto a un vestido oscuro.

## Casting
En diciembre de 2013, Rebecca Mader fue elegida como la Bruja Mala del Oeste, para ser la nueva antagonista de la segunda mitad de la tercera temporada de Érase una vez. Hizo múltiples apariciones durante la segunda mitad de la cuarta temporada y se convirtió en regular de la serie para la quinta temporada del espectáculo.

## Desarrollo

### Caracterización
Zelena es la celosa medio-hermana de Regina. Nació en el Bosque Encantado,  hija de Cora y del jardinero real, el cual engañó a Cora haciéndola creer que era un príncipe y que la iba a desposar, pero su único objetivo era aprovecharse de ella. Zelena pasó su vida en Oz después de ser abandonada cuándo era un bebé. Después de descubrir que tiene una hermana, Zelena envidia la vida privilegiada de su hermana y literalmente se convierte en verde a causa de esa envidia. Como su madre y su medio-hermana, Zelena fue entrenada en la magia por Rumplestiltskin, pero el Ser Oscuro se da cuenta de que Zelena es emocionalmente demasiado inestable para ser controlada, y la abandona en favor de Regina.
Zelena fue la responsable de exponer al Mago de Oz como un charlatan y convertirle en el primero de sus monos voladores. Impresionada, Glinda invita a Zelena a unirse a la hermandad de las brujas de Oz, quiénes defienden y guían Oz a través de los tiempos difíciles. El disfrute de Zelena con su nueva familia es destrozada por la llegada de Dorothy Gale, y sus celos regresan, cuando no puede asimilar que sus nuevas hermanas quieran a Dorothy como a ella. Zelena se deja derrotar por Dorothy, quién es devuelta a Kansas, pero se descubre que Zelena sigue viva y encarcela a Glinda y a los demás casi inmediatamente. Entonces se apodera de Oz, convirtiendo en su santuario el cuarto del Brujo en la Ciudad Esmeralda.
Después de que se rompe la primera Maldición Oscura, Zelena toma el control de grandes extensiones del Bosque Encantado en preparación para el regreso eventual de Regina. A pesar de que es Blancanieves la que promulga la segunda Maldición Oscura para llevar de regreso a las personas del Bosque Encantado a Storybrooke, Zelena es capaz de hacer que los habitantes pierdan la memoria, convirtiéndose en la manipuladora del pueblo.
Después de ser enfrentada por los héroes, Zelena tiene un enfrentamiento con Regina y pierde contra su medio-hermana al usar Regina su recién adquirida magia blanca, llevando a Zelena a ser arrestada. Más tarde, mientras permanece en una celda, Rumplestiltskin/el Señor Gold la apuñala y se cree que la ha asesinado.
En cambio, Zelena viaja en el portal de tiempo con Emma y Garfio para cambiar el pasado, donde tiene la oportunidad de matar a la mujer de Robin, Marian, y hacerse pasar por ella utilizando magia para encubrir su verdadera identidad. La verdadera identidad de Zelena es finalmente revelada mientras vive con Robin y Roland en Nueva York después de que se queda embarazada de un hijo de Robin.